# Hieracium joannis
Hieracium joannis es una especie de planta con flor del género Hieracium, de la familia Asteraceae, orden Asterales.

## Distribución
Hieracium joannis se distribuye por Rumania.

## Taxonomía
Fue descrita científicamente por Szelag.
Tratamiento taxonómico
La especie aparece registrada y publicada en Phytotaxa.